# ジョー・ジャイルズ
ジョー・ジャイルズ（Jo Giles, 1950年 - 2011年）は、ニュージーランドの女性テレビキャスター、射撃選手。
射撃選手時代には、ニュージーランド代表としてアデレードでの1997年オセアニア選手権や、2000年ISSFワールドカップなどに出場している。また平行して騎手やレーサーとしての活動も行っていた。
引退後には2005年にACTニュージーランド党より議会選挙に立候補したが落選、2007年にクライストチャーチ市長選にも立候補したが落選している。
カンタベリー・テレビジョンのテレビキャスターを務めていたが、2011年のクライストチャーチ地震に巻き込まれ、3月11日に死亡が発表された。